# Superkubak Belarusi 2017
La Superkubak Belarusi 2017 è stata l'ottava edizione di tale competizione. Si è disputata l'11 marzo 2017 a Minsk. La sfida ha visto contrapposte il BATE, vincitore della Vyšėjšaja Liha 2016, e il Tarpeda-BelAZ Žodzina, vincitore della Kubak Belarusi 2015-2016.
Per la settima volta nella propria storia, il BATE si è aggiudicato il trofeo.

## Tabellino
| Arbitro: | Aljaksej Kul'bakoŭ (Homel') |

|                     |           |                                 |
| Chačauran 6’ (rig.) | Marcatori | 20’, 63’ Hardzjajčuk 51’ Ivanić |